# Ragtime (roman)
Pour les articles homonymes, voir Ragtime (homonymie).
Ragtime (Ragtime) est un roman américain d' E. L. Doctorow publié aux États-Unis en 1975. Traduit de l'américain par Janine Hérisson, il est publié en France en 1976 aux éditions Robert Laffont.

## Accueil critique
Le roman est récompensé par le National Book Critics Circle Award en 1975 et le prix de l'Académie américaine des arts et des lettres en 1976.
Il figure à la 86e place dans la liste des cent meilleurs romans de langue anglaise du XXe siècle établie par la Modern Library en 1998.
Le Time Magazine inclut le roman dans sa liste des  cent meilleurs romans de langue anglaise de 1923 à 2005 établie en 2010.